# Бакинский стрелковый центр

Бакинский стрелковый центр (азерб. Bakı atıcılıq mərkəzi) — центр, предусмотренный для проведения соревнований и тренировок по пулевой и стендовой стрельбе. Расположен в столице Азербайджана, в городе Баку, в Баладжары. Открытый полигон вмещает 500 зрителей, а закрытый – 1200.  Площадь функциональных зон центра превышает 123 тыс. кв. м. Площадь территории центра же составляет 19,6 гектара. 

## Строительство и структура
На участке для пулевой стрельбы проводятся соревнования по стрельбе на дистанцию 10, 25, 50, 300 метров. В залах для пулевой стрельбы установлены электронные системы и оборудование марки «Sius Ascor» (Швейцария), автоматически регистрирующие результаты стрельб, подсчитывающие балы и направляющие их на мониторы и в центр управления. В крытом стрелковом тире установлена линия стрельбы на дистанцию 10 метров, возможно состязание одновременно 80 спортсменов. В полукрытом стрелковом тире для стрельбы на дистанцию 25 метров, установлены 346 кресел, могут одновременно состязаться 50 спортсменов. Полукрытый стрелковый тир для стрельбы на дистанцию 50 метров даёт возможность одновременно состязаться 80 спортсменам.
В Бакинском стрелковом центре расположились кафе, смотровые площадки, залы для проведения тренировок и соревнований, комнаты для судей, медицинский кабинет, кабинет допинг-контроля и др. 
В Бакинском стрелковом центре проходят соревнования по стрельбе в рамках I Европейских игр 2015 года.
Во время Исламиады соревнования по стрельбе проходили в Бакинском Стрелковом Центре, в которых участвовали 210 спортсменов из 26 стран.